# Arzu Ceylan
Arzu Ceylan o Behice Arzu Ceylan (Sydney, Austràlia, 1967) és una exjugadora turca de taekwondo. Va ser campiona de -43 kg. en el Campionat d'Europa de 1990, a Aarhus, Dinamarca. Va ser elegida Esportista de l'Any 1990 de Turquia pels lectors de Milliyet.